# Nesodynerus purpurifer
Nesodynerus purpurifer är en stekelart som beskrevs av Perkins 1899. Nesodynerus purpurifer ingår i släktet Nesodynerus och familjen Eumenidae. Inga underarter finns listade i Catalogue of Life.